# リンジー・マクドナルド
リンジー・マクドナルドはテレビドラマ『エンジェル』に登場する架空の弁護士。
演じた俳優はミュージシャンでもあるクリスチャン・ケイン。

## 特徴
ウルフラム＆ハートの弁護士。
依頼人の利益を守るためには殺人さえも厭わない冷酷な男。しかし、悪には徹しきれず、第2シーズンでウルフラム＆ハートを辞職。
第5シーズンではウルフラム＆ハートの一員となったエンジェルに対し、サイバーテロを行おうとする。
フレッドの死後エンジェルと和解。共に共同戦線をはるが、過去の行動から不信をまねき、エンジェルの部下ローンによって射殺される。

## 家族
地獄で軟禁状態に置かれていたとき、妻と子供がいた。
| スタブアイコン | サブスタブ | この項目は、まだ閲覧者の調べものの参照としては役立たない、テレビ番組に関連した書きかけの項目です。この項目を加筆・訂正などしてくださる協力者を求めています（P:テレビ/PJ:放送または配信の番組）。 |